# Bogdan Dunđerski
Bogdan Dunđerski (cirill írással: Богдан Дунђерски, magyar nevén: Dungyerszky Bogdán, ritkábban: Bogdan Dundjerski – Szenttamás, 1861. – Becse, 1943. november 1.) – a Vajdaság bácskai-részének szerb földbirtokosa volt.

## Életútja
A család őse Abraham Visnjevac, más néven Dunđer, a török-uralom alatti szerb Višnjice településről – környékéről – a késő 17. században került Szenttamásra.  Utódai közül Gedeon Dunđerski –, aki következetesen a Dunđerski vezetéknevet használta – megalapozta, fia Dungyerszky Sándor pedig gyarapította a család vagyonát. Bogdan – Sándor legidősebb gyereke – már a vidék kevés számú nagybirtokosainak sorába lépett, és kétségtelenül legérdekesebb tagja lett a családnak.
Konzervatív, művelt, büszke úr volt. Magatartásában együtt voltak a szerb(hercegovinai) középosztály és a magyar nemesség viselkedési sajátosságai. – 2600 hold (kb. 710 ha) földet örökölt.  A földművelés mellett a lovakkal is foglalkozott. A ménese messze földön híres, és időnként 1400 telivér is a tulajdonában volt. A magyar parlament képviselője lett (1910–1918), ahol következetesen a délvidéki szerbség érdekeinek érvényesüléséért tevékenykedett. A Bácska területének a Szerb–Horvát–Szlovén Királysághoz (később az első Jugoszlávia) kerülése után már nem foglalkozott politikával. Az állami földreform megvalósítása birtokai területét – bár nem a rendelkezések következetes végrehajtásának megfelelő módon – csökkentette. Újabb sikeres vállalkozásokba, építkezésekbe kezdett. Becse és Topolya között, Becsétől 14 km-re, 65 hektárnyi területen épületegyüttest (kastély, lovarda, kiskastély, kiszolgáló létesítmények) építtetett (Fantast – 1920–1925). A kastély parkjában a (temetkezési)kápolna (1923) ikonosztázionjának képeit barátja, Uroš Predić, festette.
Bácskának a Magyar Királysághoz történt visszakerülése után (1941) ismét a magyar parlament behívott képviselője lett (1942–1943). – Parlamenti képviselőként nem vett részt az országgyűlés vitáiban és nem adott, nem írt nyilatkozatot a sajtónak. Arra használta fel képviselői tekintélyét, hogy a terület szerb embereinek a nehezebb, és a gyakran kritikus politikai helyzetben segítse életüket. Cselekedeteire akkor is, mint mindig, a törvényes keretek betartása volt a jellemező. Nem lázított, vagy nem szervezett ellenállást, de az egyes emberért, csoportokért mindent megtett, hogy életben tartsa őket, hogy könnyebbé tegye életüket. – Milán L. Popović magyar parlamenti képviselővel meglátogatta a börtönben került szerbeket; tájékoztatták a rabok családtagjait hozzátartozójukról; jogaik érvényre jutását segítették, utánanézetek a foglyok ellátása körülményeinek és igyekezetek betartatni a rendeleti előírtakat. Felkeresték azokat a sajkásvidéki településeket, amelyekben az újvidéki vérengzés (1942) napjaiban bántalom érte/érhette a szerb lakosokat. Törvényi keretek közt mindent megtettek azért, hogy a szerb tulajdonosoké maradjon a föld, ingatlan, vagyon. – A magyar parlament képviselői mandátumának elfogadása és az országgyűlési tevékenységének megítélése sokáig ellentmondásos volt. A háború utáni második Jugoszlávia politika vezetői a szerb nemzet árulásaként ítélték meg tettét; a család ingatlanait elkobozták, a kastélyegyüttest nem gondozták.
Bogdan Dunđerski végrendeletében (1940) vagyona jelentős részét a szerb ortodox egyházra és a Matica Srpska társaságra hagyta. – Élete, törekvései megítélésének változásával együtt utolsó akarata teljesülése is megvalósulásához közeledik.